# Van Dorn Street
Van Dorn Street è una stazione della metropolitana di Washington, situata sulla linea blu; in orari di punta è servita anche da treni della linea gialla. Si trova al confine tra la città indipendente di Alexandria e la contea di Fairfax.
È stata inaugurata il 15 giugno 1991, ed è stata capolinea fino al 1997.
La stazione è dotata di un parcheggio da 361 posti ed è servita da autobus dei sistemi Metrobus (anch'esso gestito dalla WMATA), Fairfax Connector e DASH.